# Lentidigitación
La lentidigitación es una técnica de cartomagia creada por el ilusionista argentino René Lavand, quien acuñó el término en contraposición a prestidigitación (lento frente a "presto", rápido). En realidad, ambas palabras se emplean para referirse al ilusionismo, si bien la lentidigitación busca incrementar el asombro del público, ya que subconscientemente le hace creer que podrá descubrir el truco al ser realizado de forma muy lenta.
El término empezó a ser utilizado por René Lavand en su reconocido truco de cartomagia "No se puede hacer más lento", una versión propia del clásico truco de cartas "Agua y Aceite", donde Lavand insiste en no poder facilitar más las cosas para que el público y la cámara traten de descubrir el secreto.